# لپویویچ
لپویویچ (به صربی: Lepojević) یک منطقهٔ مسکونی در صربستان است.